# Britney Amber
Britney Amber, née le 10 novembre 1986 en Californie, est une actrice américaine de films pornographiques.
Native de Banning, elle est d'origine allemande et italienne. Britney a été élevée à Beaumont, également située en Californie. Plus jeune, elle a été renvoyée deux fois de son lycée avant de quitter l'établissement. Elle est cependant titulaire de la GED (General Education Development) et a pu ainsi s'inscrire à l'université. Elle travaillait comme réceptionniste de nuit à l'hôtel avant de commencer dans le porno.
Mesurant 1,65 m pour 52 kg, elle a aussi été prostituée au Moonlite BunnyRanch dans le Nevada en 2007 après avoir regardé le documentaire de HBO Cathouse dont elle est devenue fan. Britney y a même fait son apparition dans la 3e saison.
Elle entre dans l'univers du monde adulte lorsqu'une actrice porno de la maison close lui présente un agent. Plus tard, se montrant insatisfaite de ses services, elle engagera Shy Love (également actrice porno) pour la représenter. Britney exerçait par ailleurs comme danseuse. En avril 2008, elle procède à une mammoplastie (augmentation de la taille des seins).
En 2012, elle joue dans la parodie X de Barb Wire, un film de science-fiction qui date de 1996, en campant le rôle de l'héroïne Pamela Anderson. Le 1er juillet 2014, Amber a lancé le programme radio The Britney Amber Show sur Radio Temptation. Britney Amber a tourné près de 400 films (chiffres au mois de mai 2016).

## Filmographie sélective
Filmographie non-pornographique
- 2019 : Girls Guns and Blood : Trix

Filmographie pornographique
- 2008 : Imperfect Angels 1
- 2009 : Lucky Lesbians 4
- 2010 : Big Tits at Work 11
- 2011 : Unplanned Orgies 5
- 2012 : I Love Pussy: Taylor Vixen
- 2013 : Molly's Life 21
- 2014 : Slumber Party 27
- 2015 : Anal Intervention
- 2015 : I Like Girls
- 2016 : Couples Seeking Teens 21
- 2017 : Mother-Daughter Exchange Club 46
- 2018 : Is It Wrong She's My Stepmom
- 2019 : Lesbian Legal 15

### Distinctions
Récompenses
- 2013 : NightMoves Award : Best Female Performer (Editor's Choice)

Nominations:
- 2010 : AVN Award : Best New Starlet
- 2010 : FAME Award : Favorite Female Rookie
- 2010 : XBIZ Award : New Starlet of the Year
- 2013 : AVN Award : Unsung Starlet of the Year
- 2013 : XBIZ Award : Best Supporting Actress – Not Animal House XXX
- 2013 : XBIZ Award : Best Scene (All-Girl) – Not Animal House XXX avec Spencer Scott
- 2013 : XBIZ Award : Performer Site of the Year – BritneyAmberXXX.com
- 2014 : AVN Award : Unsung Starlet of the Year
- 2014 : XBIZ Award : Best Actress - Parody Release - Barbwire XXX: A DreamZone Parody
- 2020 : AVN Award : MILF Performer of the Year, Best Group Sex Scene for the orgy, Hottest MILF, Most Spectacular Boobs[2]
- 2022 : AVN Award : MILF Performer of the Year[3]
- 2023 : AVN Award : Hottest MILF[4]